# Liste de symboles scientifiques
Cette page présente une liste des principaux symboles scientifiques utilisés en physique.

## Mécanique
| Symbole                   | Grandeur physique              | Nom de l'unité            | Symbole de l'unité |
| ------------------------- | ------------------------------ | ------------------------- | ------------------ |
| E                         | module de Young                | pascal                    | Pa                 |
| {\displaystyle \rho }     | masse volumique                | kilogramme par mètre cube | kg/m3              |
| m                         | masse                          | kilogramme                | kg                 |
| ω                         | pulsation ou vitesse angulaire | radian par seconde        | rad/s              |
| ν                         | fréquence                      | radian par seconde        | rad/s              |
| {\displaystyle \nu } (nu) | coefficient de Poisson         | sans                      | sans               |

## Thermodynamique
- H : enthalpie
- S : entropie
- U : énergie interne

## Constantes fondamentales
- c : vitesse de la lumière
- μ0 : perméabilité magnétique du vide
- ε0 : permittivité diélectrique du vide
- ℎ ; constante de Planck
- ℏ : constante de Planck réduite (divisée par 2π)
- e : charge élémentaire (de l'électron, au signe près)
- {\displaystyle k_{B}} : constante de Boltzmann

## Électromagnétisme
- {\displaystyle {\vec {E}}} : champ électrique
- {\displaystyle {\vec {D}}} : déplacement électrique
- {\displaystyle {\vec {H}}} : champ magnétique
- {\displaystyle {\vec {B}}} : induction magnétique (ou par tolérance champ magnétique B)
- {\displaystyle {\vec {P}}} : polarisation
- {\displaystyle \chi } : susceptibilité (scalaire), magnétique ou électrique
- {\displaystyle {\bar {\bar {\chi }}}} : susceptibilité (tenseur de second ordre), magnétique ou électrique